# Вендель Цеманн
Вендель Цеманн (нім. Wendel Zemann) — австро-угорський, австрійський і німецький військовий медик, доктор медицини, генерал-майор медичної служби вермахту (1 вересня 1942).

## Нагороди
- Ювілейна пам'ятна медаль 1898
- Ювілейний хрест
- Бронзова медаль «За військові заслуги» (Австро-Угорщина)
- Почесний знак Австрійського Червоного Хреста, офіцерський хрест з військовою відзнакою
- Орден Франца Йосифа, лицарський хрест з військовою відзнакою
- Медаль Червоного Хреста (Пруссія) 3-го класу
- Пам'ятна військова медаль (Австрія) з мечами
- Почесний хрест ветерана війни з мечами
- Медаль «За вислугу років у Вермахті» 4-го, 3-го, 2-го і 1-го класу (25 років)